# 三角礁
三角礁位于南沙群岛中部，五方礁西南方向。西南距孔明礁约12海里，东北距禄沙礁约3.8海里。是一座三角形环礁，无礁门，低潮时露出。中国渔民向称“三角”或“三角礁”。
1983年中华人民共和国中国地名委员会公布的标准名称为“三角礁”。有些外文资料称作“Livock Reef”。